# 今日朝鮮 (雜誌)
《今日朝鮮》（：／）是朝鮮民主主義人民共和國官方刊行的外宣雜誌，同時發行中文、英文及俄文版本，為月刊。雜誌介紹朝鮮的社會生活，結合朝鮮半島最新局勢發表評論。儘管是外文刊物，也同其他北韓報刊、媒體一樣，具有濃厚的宣傳色彩。目前已提供線上PDF閱讀。

## 官方網站
- 今日朝鮮（英文） （页面存档备份，存于）
- 今日朝鮮（中文） （页面存档备份，存于）